# Адрієн Сібомана
Адрієн Сібомана (нар. 4 вересня 1953) — політичний діяч Бурунді, глава уряду з жовтня 1988 до липня 1993 року. Член партії Союз за національний прогрес. Представник етнічної групи хуту, був призначений президентом-тутсі П'єром Буйоєю на пост прем'єр-міністра у спробі зменшити міжнаціональну напруженість в країні. Сібомана став першим прем'єр-міністром хуту з 1965 року. До цього обіймав посаду губернатора рідної провінції.